# Warfalla
Die Warfalla (auch: Warfala oder Warfallah) sind ein Volksstamm in Libyen. Er soll etwa eine Million Angehörige zählen (Stand: Februar 2011) und wäre damit einer der größten Stämme Libyens. Viele der Angehörigen des Stammes leben in Bani Walid.

## Umsturzversuch
Viele Mitglieder der Sicherheitskräfte Libyens gehören dem Warfalla-Stamm an. Am Umsturzversuch 1993 waren zahlreiche Offiziere des Warfalla-Stamms beteiligt. Sie fühlten sich angeblich gegenüber Gaddafis Stamm benachteiligt. Nach dessen Scheitern wurden viele Stammesangehörige festgenommen, gefoltert und hingerichtet.

## Krieg in Libyen 2011
Zu Beginn des Aufstands in Libyen 2011 sollen die Stammesführer verkündet haben, dass sie sich den Gegnern von Muammar al-Gaddafi anschließen würden. Laut Presseangaben hätten sie auch Angehörige der Tuareg von diesem Weg überzeugt. Beides werteten Beobachter als entscheidende Schwächung Gaddafis. Am 17. März wurde im libyschen Staatsfernsehen dann jedoch berichtet, der Stammesführer der Warfalla habe zur Unterstützung Gaddafis aufgerufen.
Am 27. April wurde in Paris von Bernard-Henri Lévy eine Erklärung veröffentlicht, in der sich Anführer oder Repräsentanten von 61 Stämmen, darunter auch der Warfalla-Stamm, für ein geeintes, demokratisches Libyen ohne al-Gaddafi einsetzen. Lévy bemerkte, dass es zwar in einigen Gruppen Konflikte zu dem Thema gebe, die grundsätzliche Haltung aber korrekt ist. Ende Mai 2011 verlangten etwa 100 Stammesführer, die meisten von ihnen Warfalla, ein Ende der Kämpfe und die Beseitigung Gaddafis.
Ein politisch einheitliches Handeln der Warfalla gilt als unwahrscheinlich, weil es sich bei ihnen eher um eine Konföderation von etwa 50 Unterstämmen mit eigenen Führungsgruppen handelt, die über ganz Libyen verteilt sind. Ihre politischen Loyalitäten sind dementsprechend schwankend.
Bei den Verhandlungen über eine friedliche Übergabe von Bani Walid an die Rebellen Anfang September 2011 waren die Stammesführer der Warfalla wiederum nicht bereit, die Stadt kampflos aufzugeben. Als eine der letzten Städte in Libyen war sie unter der Kontrolle von Gaddafi-loyalen Truppen. Aber auch unter den Rebellenstreitkräften kämpften Angehörige des Warfalla-Stammes.